# Метрополітен Клівленда
Метрополітен Клівленда (англ. RTA Rapid Transit) — система ліній ЛРТ та метрополітену в місті Клівленд, Огайо, США. В системі використовується стандартна ширина колії.

## Червона лінія (метрополітен)
Практично повністю наземна лінія метрополітену з двома підземними станціями. Має спільну ділянку з трьох станцій з лініями ЛРТ, сполучає міжнародний аеропорт Гопкінса з центром міста та східними передмістями. Платформи на трьох станціях на спільній ділянці побудовані різної висоти, щоб приймати різний тип рухомого складу (високі платформи для потягів метро та низькі для ЛРТ). Початкова ділянка лінії з 9 станцій (з використанням 3 станцій ЛРТ відкритих у 1930-х роках) відкрилася 15 березня 1955 року. Ще 4 станції відкрилися в серпні того ж року, повністю вся лінія в листопаді 1968 року. На лінії використовуються потяги метро що живляться від повітряної контактної мережі. З початку 1990-х почалася поетапна реконструкція платформ яка завершилася у 2017 році.

## Лінії ЛРТ
Блакитна, Зелена та Берегова лінії ЛРТ починаються від станції «Tower City» що є для всіх трьох ліній своєрідним хабом. Блакитна та Зелена лінії мають спільну ділянку з 7 станцій потім розходяться Зелена в східному напрямку, Блакитна на південний схід. Берегова лінія пов'язує центр міста з південним портом на озері Ері. На лініях використовуються вагони трамвайного типу. Станції Блакитної та Зеленої ліній побудовані між 1913 та 1936 роками, станції Берегової лінії відкрилися наприкінці 1990-х років.

## Режим роботи
- Червона лінія працює з 03:15 до 01:45, інтервал руху від 10 хвилин в годину пік до 15 пізно ввечері та зранку.
- Блакитна та Зелена лінії працюють з 03:40 до 01:00, інтервал руху від 10 хвилин в годину пік до 30 хвилин. Відповідно на спільній ділянці обох ліній інтервал руху вдвічі менший.
- У зв'язку з низьким пасажиропотоком Берегова лінія працює в обмеженому режимі зі збільшеними інтервалами, працює з 06:35 до 22:45.

## Галерея

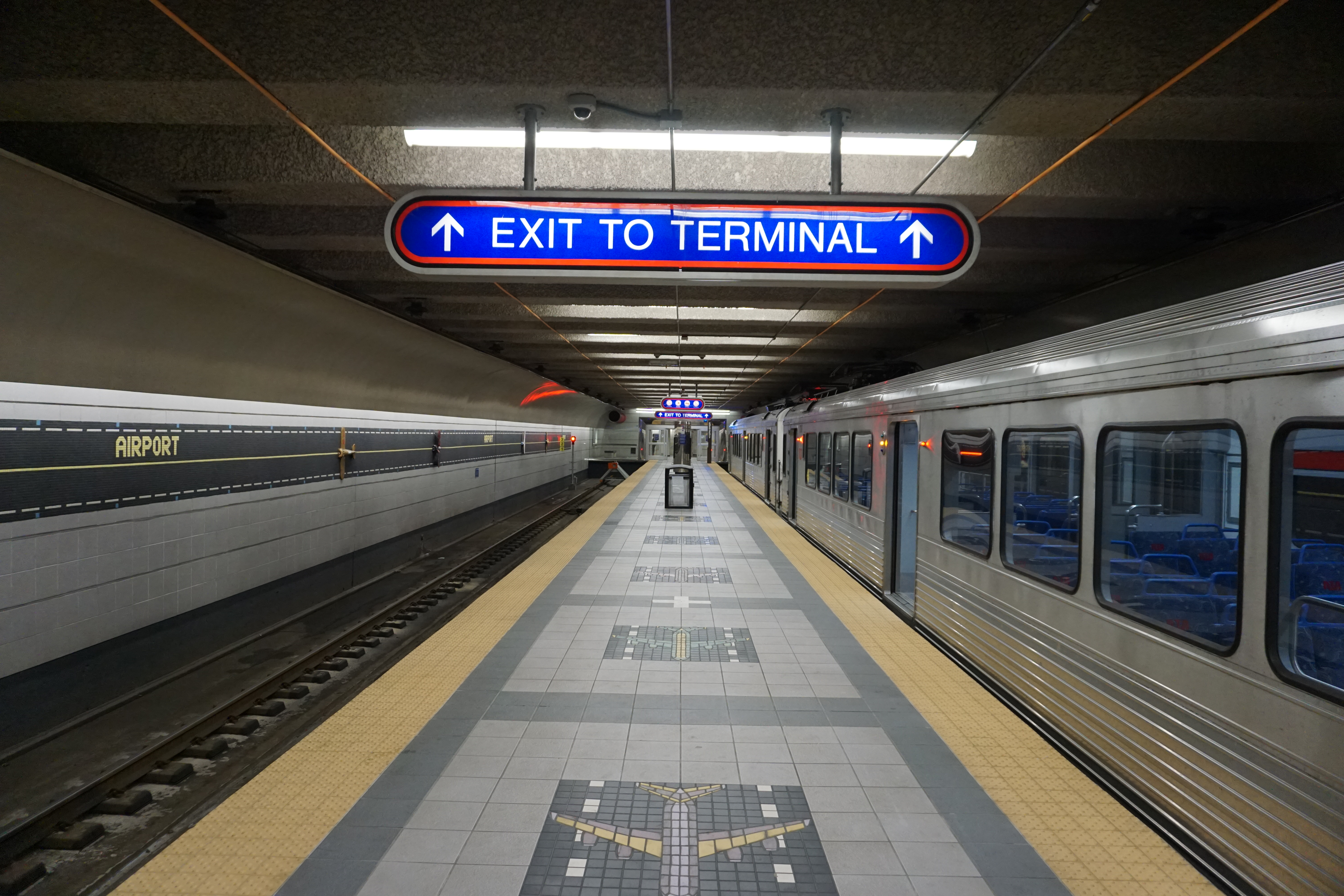
Підземна станція «Міжнародний аеропорт Гопкінса», Червона лінія
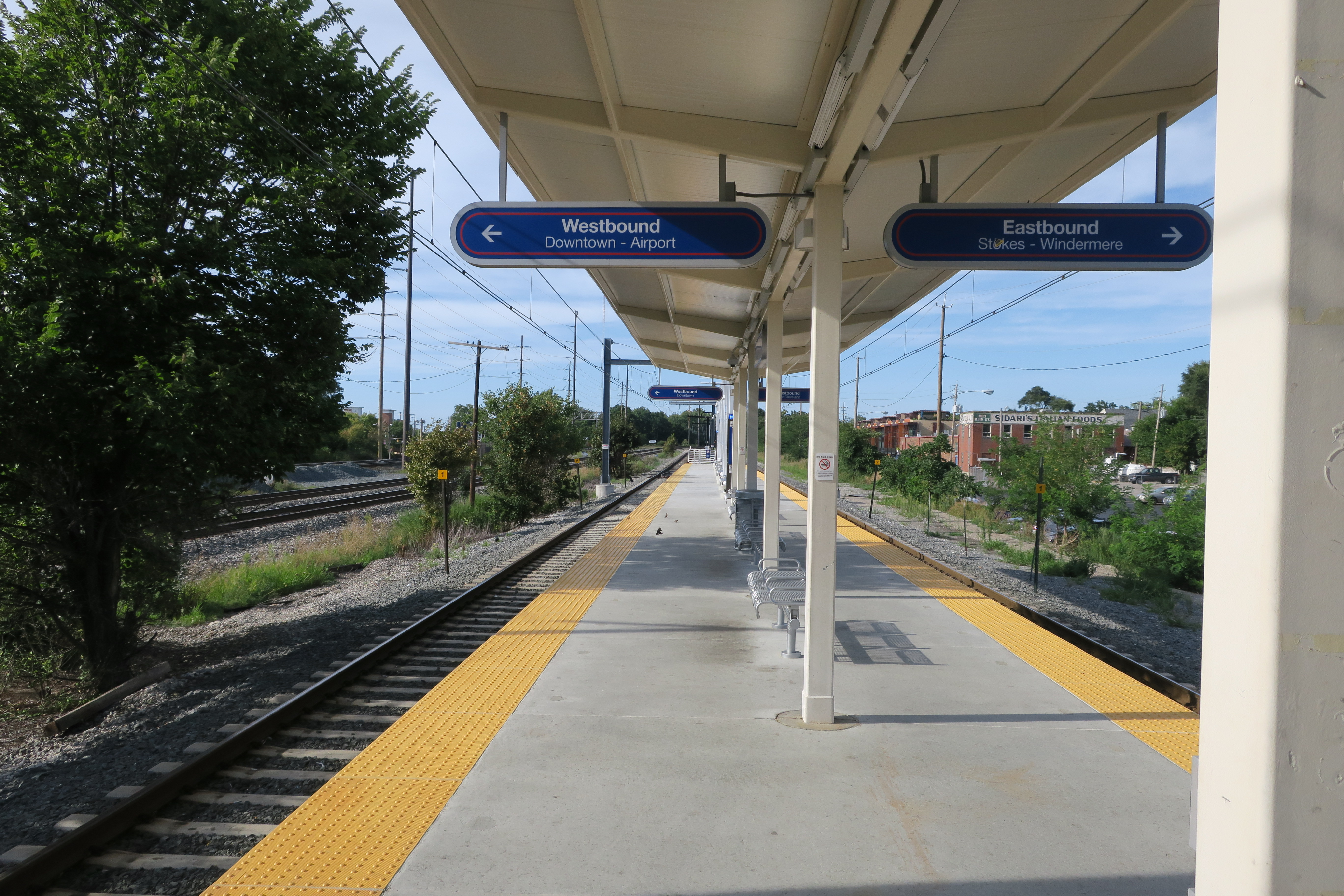
Платформа станції «Маленька Італія», Червона лінія
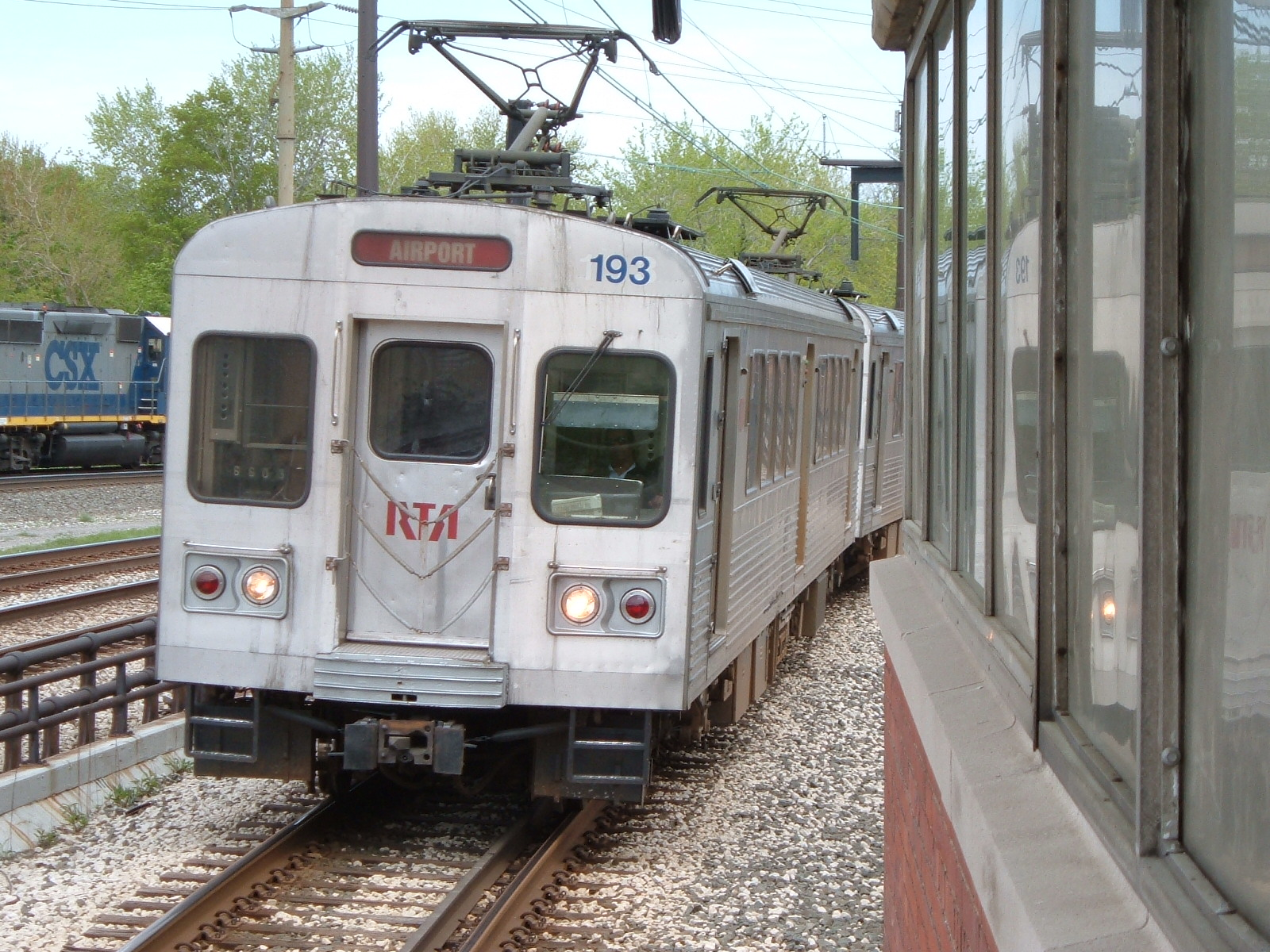
Потяг Червоної лінії
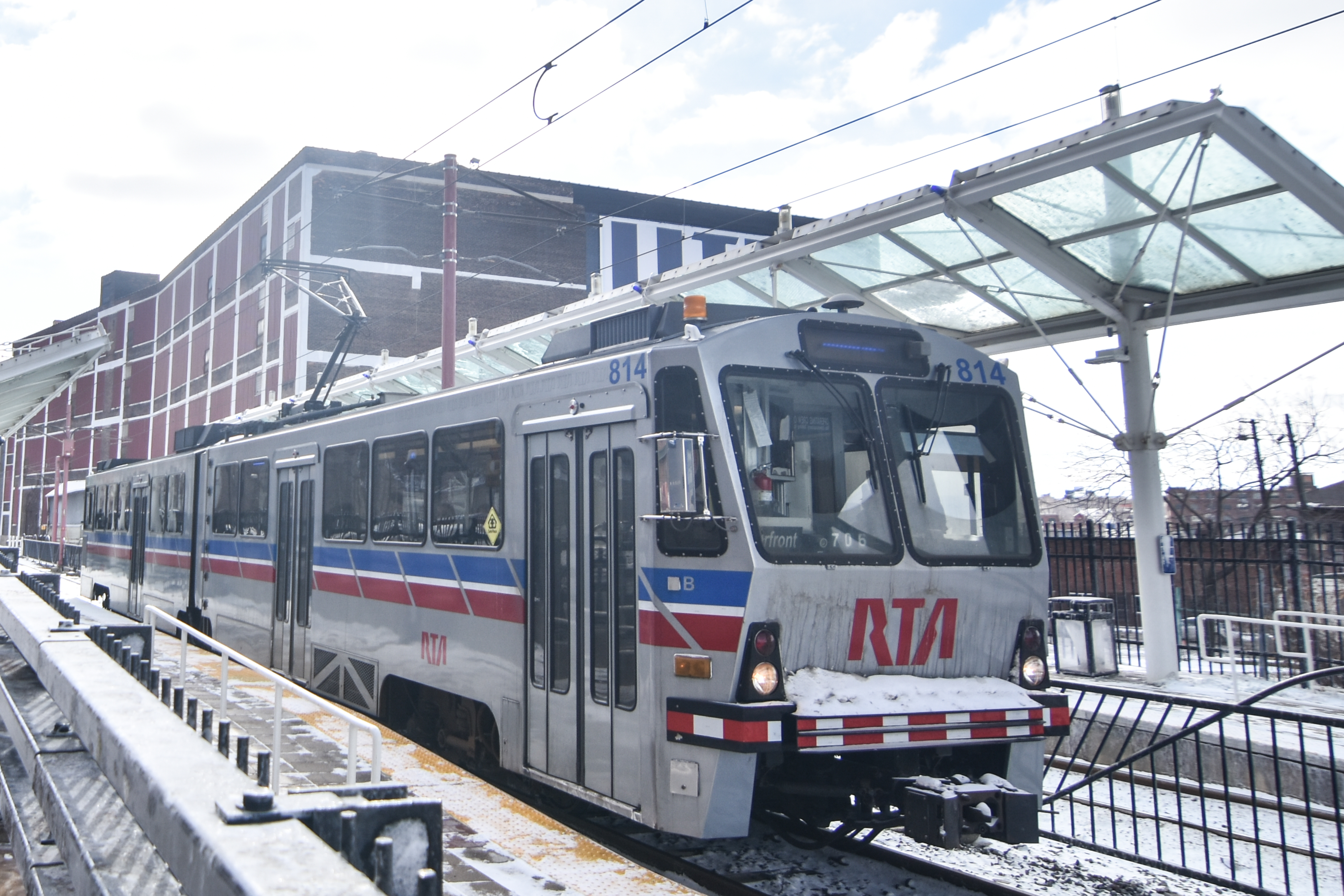
Потяг ЛРТ
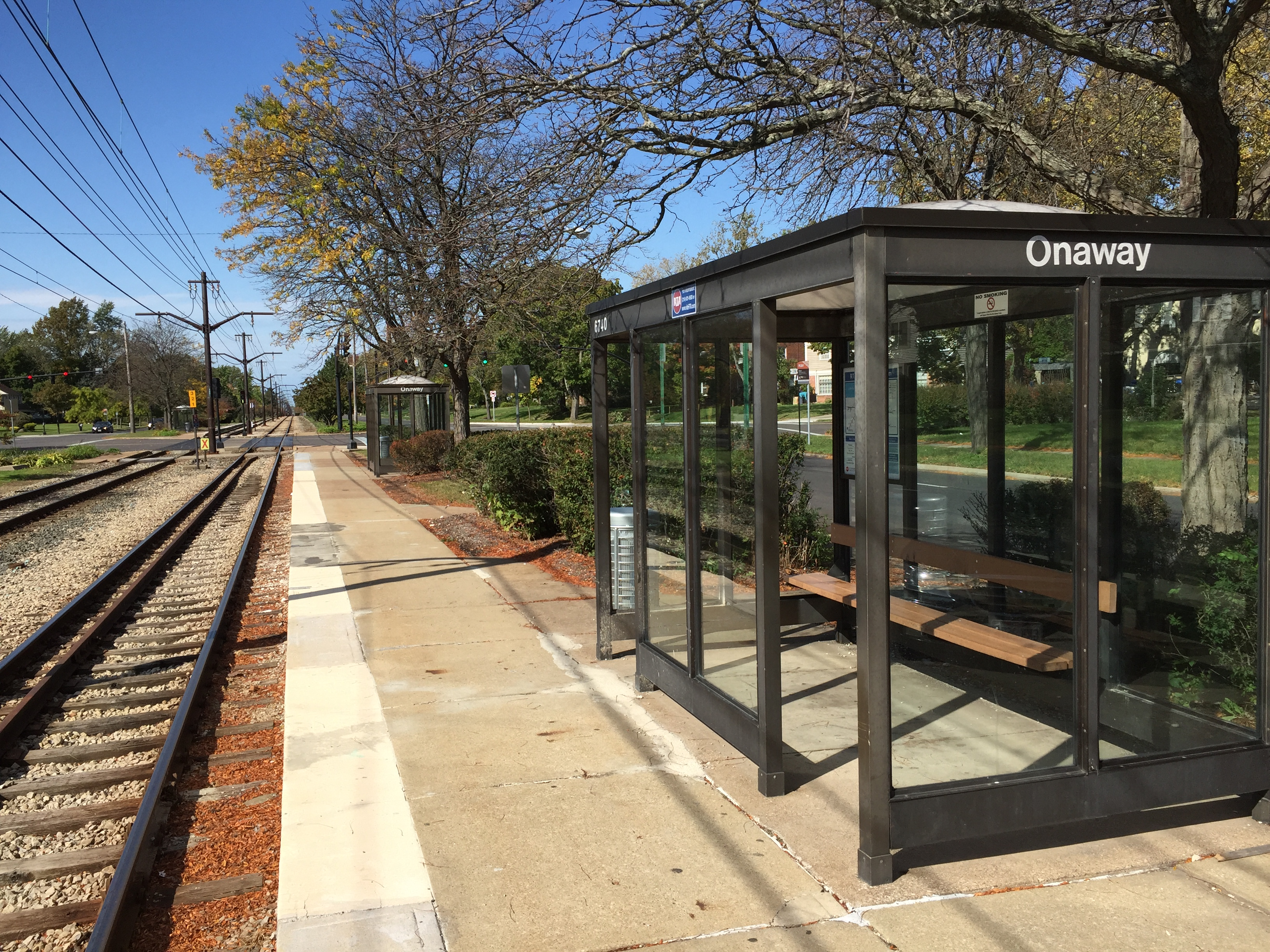
Станція ЛРТ «Onaway»
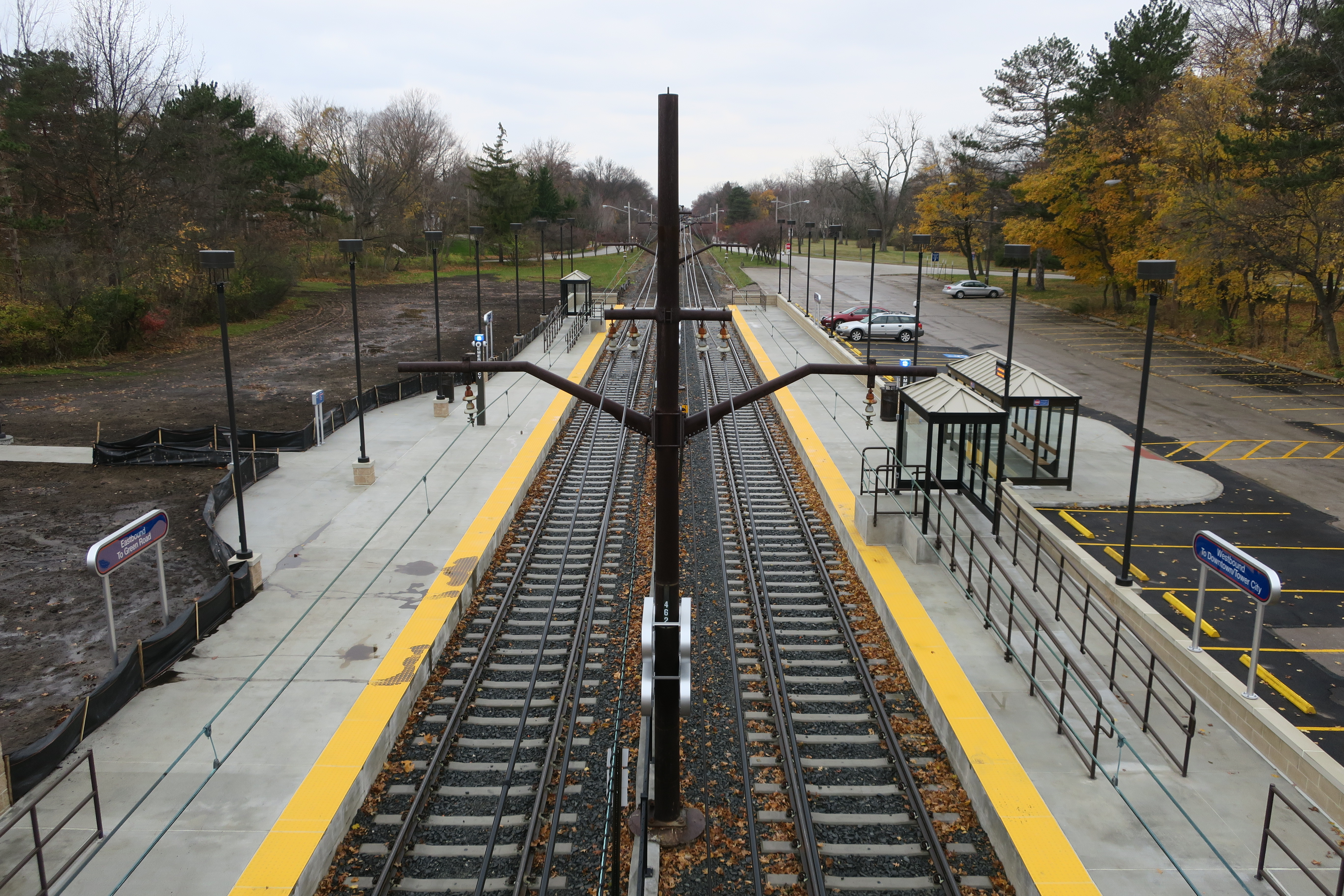
Станція ЛРТ «Warrensville-Shaker»
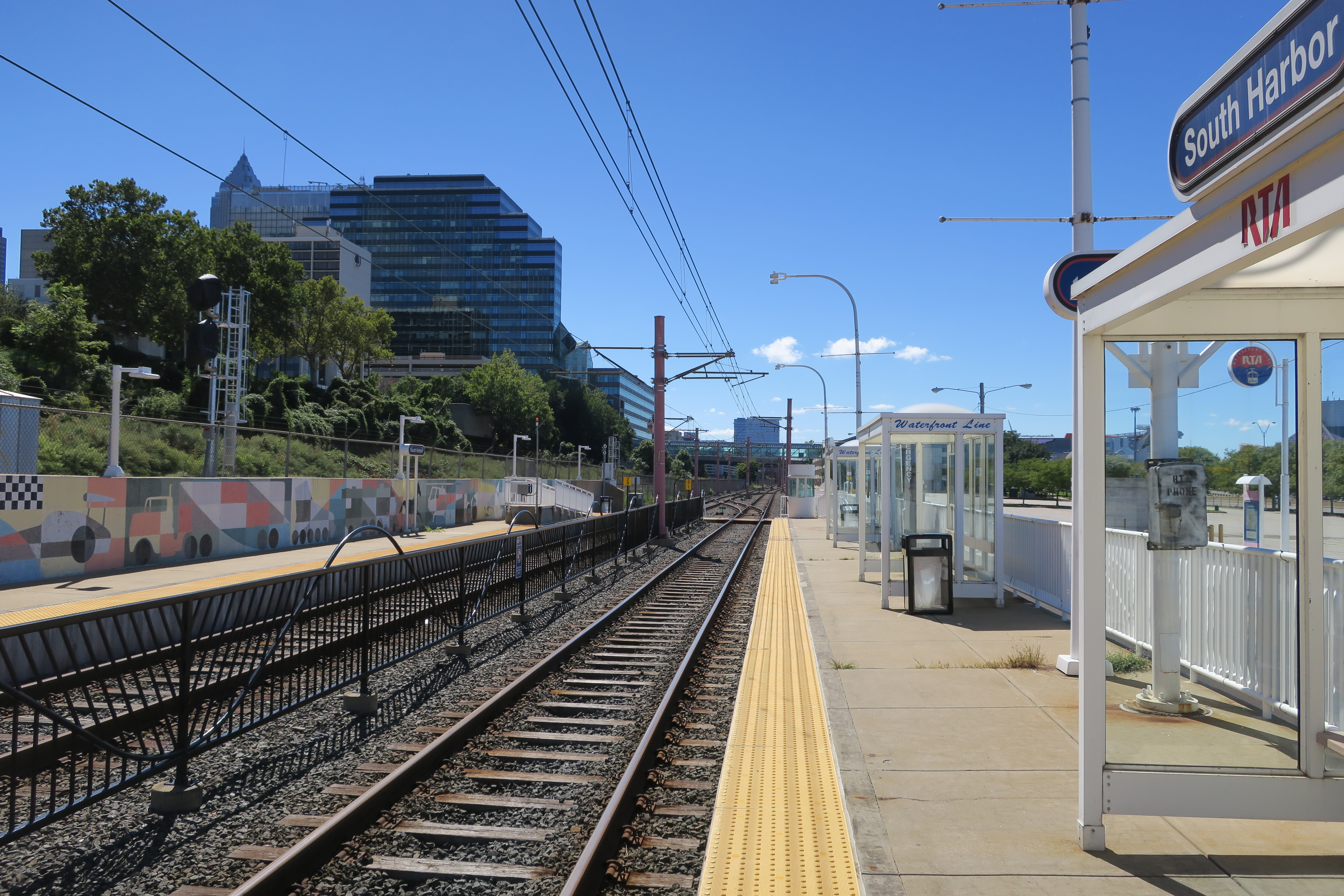
Станція «South Harbor», Берегова лінія
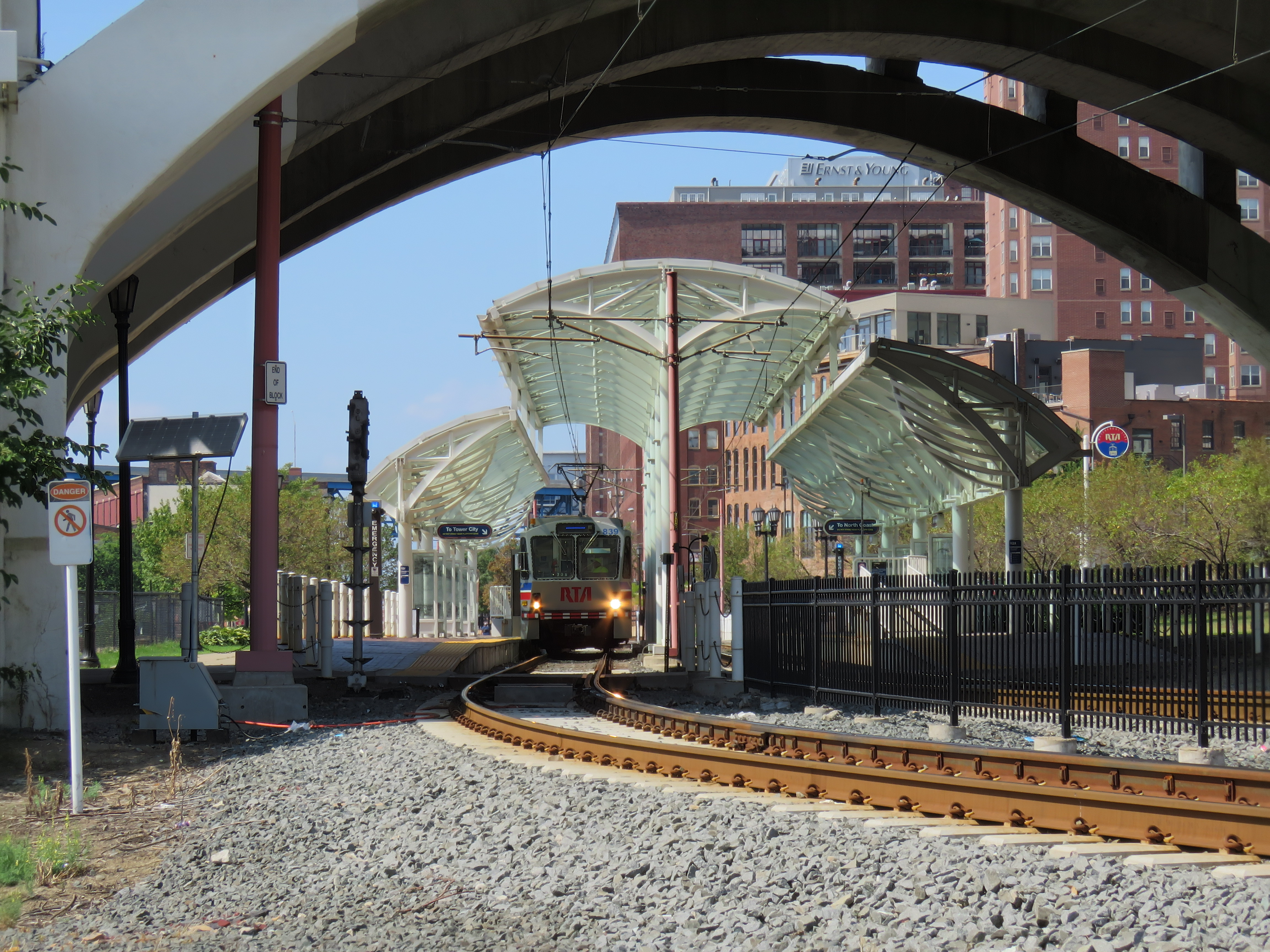
Потяг на станції «Settlers Landing», Берегова лінія